# Marmagne (Cher)
Marmagne è un comune francese di 2 083 abitanti situato nel dipartimento del Cher, nella regione del Centro-Valle della Loira.

## Società

### Evoluzione demografica
Abitanti censiti